# RikaTan

『RikaTan』（理科の探検）は、理科の知識や実験・観察・ものづくりを広く紹介する日本の科学雑誌。編集長は教育学者の左巻健男。B5判。編集委員・企画委員として多数の教育関係者がボランティアで協力していることが特徴である。左巻によれば同人誌サークル暗黒通信団の関係者も複数名関係していた。2007年4月に星の環会より創刊され、2009年4月から2012年3月号までは株式会社文一総合出版から発行。その後、季刊を経て隔月刊となり、編集長の家族企業である株式会社サマキカクが発行元となっていたが、左巻の定年退職に伴い、2019年4月号をもって休刊となった。2020年7月に通巻38号として「ニセ科学を斬る！2020 今そこにあるカルト・オカルト・ニセ科学」と題する増刊、2021年8月号(通巻39号) として「ステイホーム！ おもしろ実験・ものづくり」をオールカラーで発行した。
創刊時より一貫して「観る・知る・遊ぶ・理科と自然の楽しさを実感!」を標語とし、理科実験や観察を中心とした多彩な理科の話題を扱ってきた。創刊当初はゆとり教育への反対意識が強かったが、左巻がEM菌を支持する人に訴えられたことを契機としてニセ科学に対し辛辣な立場を全面に押し出すようになった。現在では毎年「ニセ科学を斬る」と称する特集を組んで、再三に渡り疑似科学への警鐘を鳴らしている。特にEM菌、NMRパイプテクターを問題視している。

## メディアでの紹介
- 2007年4月15日 朝日新聞 朝刊 教育1 25面
- 2008年4月21日 日経産業新聞
- 2008年6月25日 東京新聞

## 企画委員（一部）
- 左巻健男
- 黒ラブ教授
- 小波秀雄

## 価格の変遷
定価が高いことで知られている。価格は消費税込み。
- 2007年4月号 - 2010年3月号 840円
- 2010年4月号 - 2012年3月号 980円
- 季刊 1440円
- 休刊後の臨時増刊 1500円

## 派生書籍
- 『RikaTanブックス』。

## 疑似科学商品の販売会社からの圧力
2019年4月号に掲載された小波秀雄による『「謎水装置」NMRパイプテクターに翻弄される人々』という記事は、その社会的意義を重視しインターネットにて無償公開されていたが、NMRパイプテクターを販売する「日本システム企画」がコンテンツ削除を求めてサーバ管理会社のロリポップ!に圧力をかけ、閲覧不可に追い込まれた。小波の記事によれば、NMRパイプテクターはNMRとは無関係のただの永久磁石であり「物理的には何の意味もないガラクタ」であるとされる。